# António Stromp
António Stromp (ur. 2 czerwca 1894 w Lizbonie, zm. 6 lipca 1921) – portugalski lekkoatleta (sprinter), uczestnik igrzysk olimpijskich w Sztokholmie w 1912 i najmłodszy portugalski olimpijczyk na igrzyskach w 1912.

## Występy na igrzyskach olimpijskich
Stromp  wystartował dwa razy na igrzyskach olimpijskich w 1912 r. Wziął udział w zmaganiach lekkoatletycznych. 
Pierwszy raz wystartował na dystansie 100 m rozgrywanym 6 lipca. W piątym biegu eliminacyjnym zajął ostatnie trzecie miejsce i nie awansował dalej. Drugi występ Strompa miał miejsce 10 lipca. Tym razem wziął udział w biegu na 200 m. W osiemnastym biegu eliminacyjnym zajął ostatnie trzecie miejsce i nie awansował dalej.

## Rekordy życiowe
- Bieg na 100 metrów – 12,0 s (1911)
- Bieg na 200 metrów – 25,2 s (1912)